# Tribrometo de boro
Tribrometo de boro, BBr3, é um composto líquido incolor, fumegante, contendo boro e bromo. É decomposto por água e álcoois.